# Limnosciadium pinnatum
Limnosciadium pinnatum är en flockblommig växtart som först beskrevs av Dc., och fick sitt nu gällande namn av Mildred Esther Mathias och Lincoln Constance. Limnosciadium pinnatum ingår i släktet Limnosciadium och familjen flockblommiga växter. Inga underarter finns listade i Catalogue of Life.